# HTC Shift
HTC Shift (модельний номер X9500, також відомий як Clio)  — ультра мобільний ПК, розроблений компанією HTC Corporation, анонсований 26 березня 2007 року. Працює під управлінням операційної системи Vista Business або SnapVUE.

## Огляд приладу
- Огляд HTC Shift [Архівовано 24 грудня 2012 у Wayback Machine.] на CNET UK. - Процитовано 12 листопада 2012 (англ.)
- HTC X9500 Shift - новий погляд на мобільність [Архівовано 11 січня 2013 у Wayback Machine.] на 3Dnews. - Процитовано 12 листопада 2012 (рос.)

## Відео
- Відео огляд HTC Shift. Частина 1 [Архівовано 18 березня 2008 у Wayback Machine.] від gottabemobile. - Процитовано 12 листопада 2012 (англ.)
- Відео огляд HTC Shift. Частина 2 від gottabemobile. - Процитовано 12 листопада 2012 (англ.)